# Mattishall Burgh
Mattishall Burgh är en by i civil parish Mattishall, i distriktet Breckland, i grevskapet Norfolk i England. Byn är belägen 7 km från Dereham. Mattishall Burgh var en civil parish fram till 1935 när blev den en del av Mattishall. Civil parish hade 137 invånare år 1931.